# Raoua Tlili
Raoua Tlili, född 5 oktober 1989, är en tunisisk parafriidrottare som tävlar i kulstötning och diskus i klassificeringen F41 (tidigare F40) och har vunnit flera paralympiska spel.

## Karriär
Tlili representerade Tunisien i diskus och kulstötning vid Paralympiska sommarspelen 2008 i Peking, där hon tog guld i kulstötning och silver i diskuskastning.
Fyra år senare deltog hon i Paralympiska sommarspelen i London, där hon tog guldmedalj i kulstötning och fick ännu en silvermedalj i diskuskastning.
Vid de Paralympiska sommarspelen 2016 i Rio de Janeiro lyckades Tlili vinna guld i båda grenarna hon ställde upp i, först i kulstötning innan hon sex dagar senare även tog guld i diskuskastning.
Tlili har även flera gånger deltagit i Världsmästerskapen i parafriidrott där hon tagit guld i både diskuskastning och kulstötning.